# Шимковяк, Мирослав
Миро́слав Шимко́вяк (пол. Mirosław Szymkowiak; 12 ноября 1976, Познань) — польский футболист. Выступал за сборную Польши.

## Карьера

### Клубная
Выходец из Познани, начинал карьеру в любительской команде «Олимпия». Первым профессиональным клубом стал «Видзев», в составе которого Шимковяк провёл 132 игры и 11 раз забивал голы. С 2001 года числился игроком «Вислы» из Кракова, а в 2005 году уехал в турецкий «Трабзонспор». Несмотря на 14 голов в турецком чемпионате 2005/2006, по окончании сезона объявил о завершении карьеры. По словам Шимковяка, за всю карьеру он был травмирован 8 раз и по крайней мере дважды оперировался. В 2007 году ходили слухи о подписании контракта с «Видзевым», которые так и не подтвердились. В том же году Шимковяк повторно заявил, что не намерен возобновлять карьеру игрока.

### В сборной
Сыграл 33 игры и забил ровно 3 гола. Играл с 1997 года, но сыграл только на одном чемпионате мира: первенстве-2006 в Германии.

## После карьеры
Сейчас работает телекомментатором на польском варианте телеканала Canal+. Является владельцем двух салонов красоты в Познани.
В июне 2009 года открыл футбольную академию имени Генрика Реймана.